# Scienze sociali
Le scienze sociali o scienze umane sono una branca della scienza, dedicata allo studio delle società e delle relazioni sociali tra gli individui all'interno di tali società attraverso il metodo scientifico. Il termine era anticamente usato per riferirsi al campo della sociologia, l'originaria "scienza della società", fondata nel XIX secolo. Ad ogni modo è necessario specificare che quello delle scienze umane è un ambito composito, all'interno del quale rientrano tante differenti discipline che studiano l'uomo da prospettive differenti. 

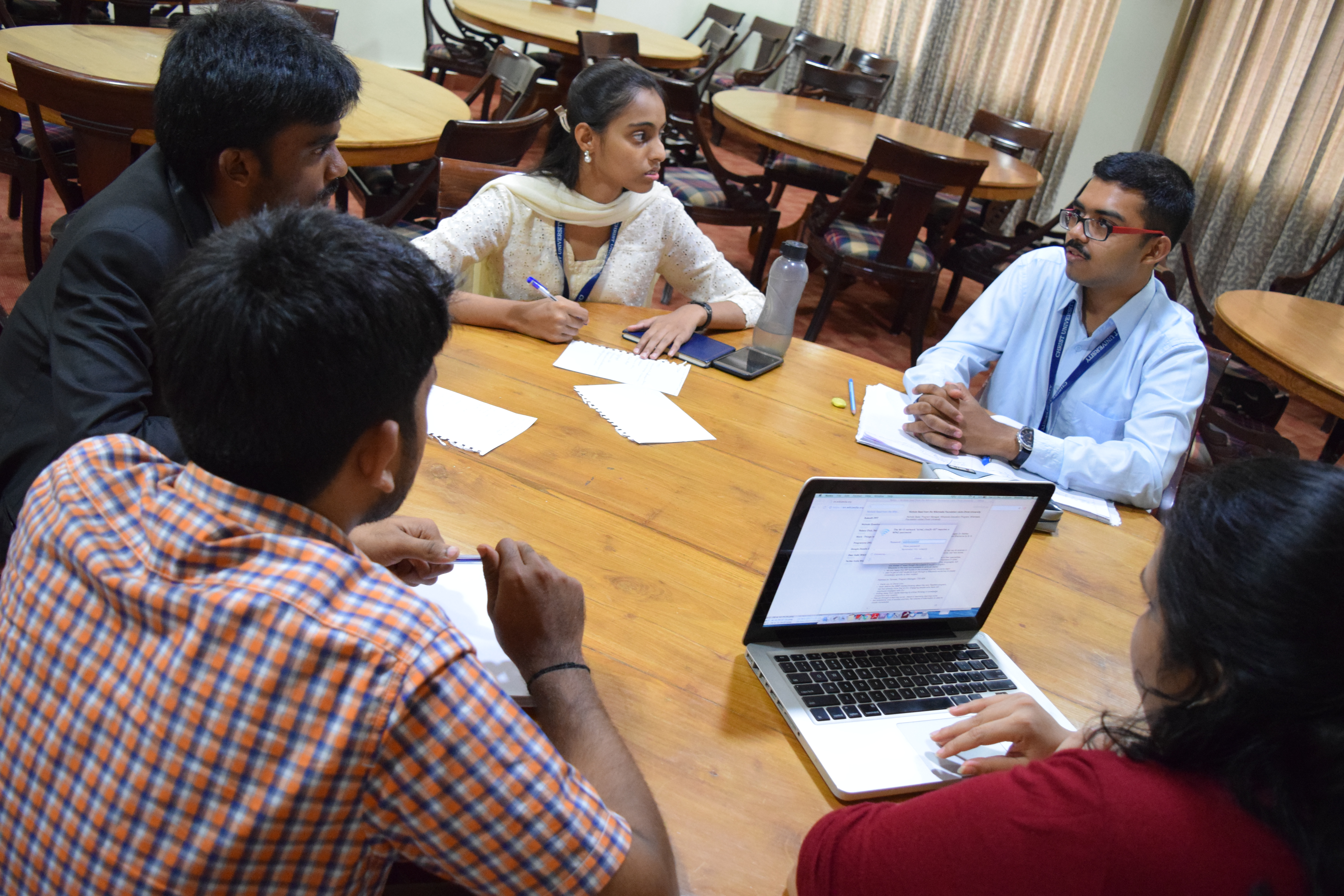
Studenti della Christ University in India impegnati in una ricerca di gruppo, uno dei metodi di ricerca nelle scienze sociali

Tra queste discipline il tipo specifico di metodologie applicate può variare, alcune di queste discipline si servono anche di strumenti di natura statistica o di metodi quali il metodo osservativo e dell'osservazione partecipante, mentre altre prediligono il metodo sperimentale o il metodo modellistico-simulativo. 
Chiaramente l'utilizzo di un tipo specifico di uno di questi metodi, non esclude necessariamente gli altri. Tra le discipline che rientrano in questa branca: antropologia culturale, diritto, economia, pedagogia, psicologia, scienze dell'educazione e della formazione, sociologia.

## Scienze umane e scienze sociali

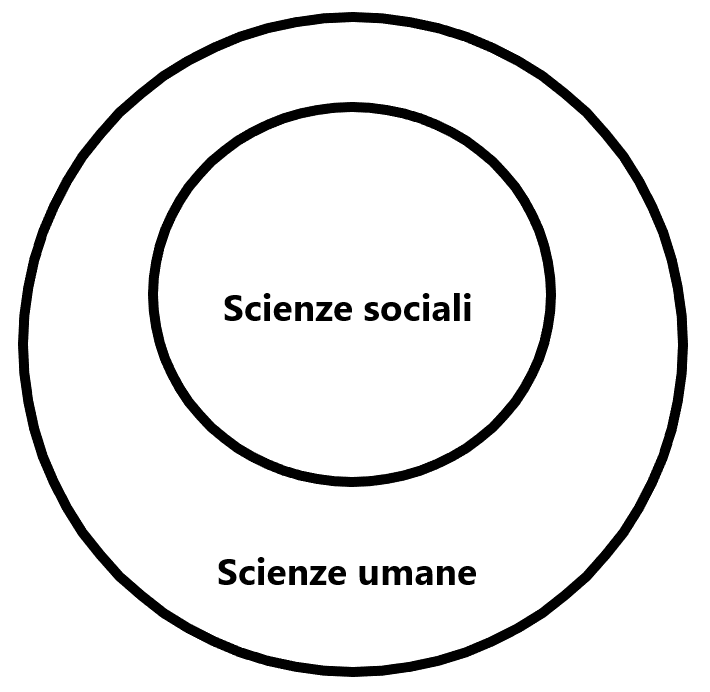
Scienze umane e scienze sociali

Sebbene il termine "scienze sociali" nell'uso comune sembri essere maggiormente diffuso, è necessario specificare come quest'ultimo non sia in realtà direttamente sovrapponibile al termine "scienze umane". Difatti mentre le scienze sociali includono quelle discipline che si occupano dello studio dell'uomo in società, nonché della società stessa (escludendo dalla trattazione quell'insieme di saperi scientifici che non si occupano propriamente dello studio della società, ma che sono maggiormente fondati sullo studio dell'uomo nei propri processi individuali, ad esempio psicologia e scienze dell'educazione e della formazione), le scienze umane comprendono invece sia le discipline già appartenenti alle scienze sociali che quelle maggiormente focalizzate sullo studio dei processi umani individuali. 
● Esempio di scienze sociali: sociologia, antropologia culturale, scienze storiche, scienze politiche, economia, economia politica, geopolitica ecc.;
● Esempio di scienze umane: psicologia, scienze dell'educazione e della formazione, pedagogia ecc.
Detto questo, non sempre i confini tra scienze umane e sociali sono netti, sicché le scienze umane comprendono al loro interno le scienze sociali, sebbene quest’ultime non includono al loro interno alcune discipline proprie delle scienze umane.
Le scienze umane vengono spesso etichettate con il termine di soft science (scienze molli) in quanto, a livello epistemologico, nel loro ambito non è possibile  applicare il metodo scientifico tipico delle hard sciences (scienze dure). Comunque queste discipline sono definibili come scienze in quanto corpo di conoscenze logicamente strutturate e metodologicamente rigorose.

### Le discipline umanistiche
Le discipline umanistiche, come quelle filosofiche, convenzionalmente non rientrerebbero tra le scienze propriamente dette, neppure sociali e/o umane, in quanto vengono studiate per lo più in modo analitico e speculativo, quindi non misurabile secondo le metodologie affermatesi prevalentemente in ambito di hard science. "Tra questi procedimenti manca un denominatore comune; o, se ce n’è uno, esso è soltanto negativo – l’assenza di una verifica sperimentale diretta. Ciò non autorizza tuttavia a istituire una dicotomia tra scienze capaci di verifica e scienze prive di possibilità di verifica, facendo coincidere quest’ultime con le scienze “umane”. Il rapporto tra ipotesi e dimostrazione sperimentale si configura in maniera diversa secondo il procedimento impiegato: non soltanto il grado, ma anche il tipo di prova risulta variabile. Una verifica diretta non si ottiene neppure in tutte le scienze (cosiddette) naturali – del resto, come ha insegnato W.V.O. Quine, tutte le teorie scientifiche sono empiricamente sotto-determinate: alla sua assenza le scienze “umane” suppliscono in vario modo, con forme di controllo dei risultati le quali mutano da una disciplina all’altra". La storia, intesa come "scienza storica", è la disciplina convenzionalmente ritenuta "umanistica" che più si avvicina per metodo e per obiettivi alle scienze sociali propriamente dette.

### Epistemologia
Secondo Bachtin il fine delle scienze umane e sociali non può essere l’accuratezza di una conoscenza oggettiva, come si verifica per le scienze naturali, poiché esse, le scienze sociali, comprendono, trasmettono e interpretano i discorsi di altri, ovvero hanno a che fare con una conoscenza costruita nelle interazioni e nei dialoghi. "Nella realtà della vita quotidiana l’accuratezza della conoscenza di cui disponiamo non va intesa allora nei termini di un’esattezza oggettiva, ma va riportata a questo contesto dialogante e argomentativo che la traduce, secondo Bachtin, nel superamento dell’estraneità della cognizione dell’altra persona attraverso la comprensione attiva e il controllo dell’ambiente sociale. Nella prospettiva dialogica l’accuratezza e la precisione della conoscenza fanno riferimento all’elaborazione congiunta dei punti di vista da parte di due differenti individui che, dialogando, li mettono a confronto".
La critica di Rorty, invece, "si estende anche alla plausibilità della distinzione metodologica tra scienze naturali e scienze sociali. (...) Le scienze naturali sono sicuramente caratterizzate da una relativa stabilità e dall’adozione dello schema di previsione e controllo: ma l’adozione di tale schema è frutto di una decisione storicamente contingente. In questo quadro, assumiamo un atteggiamento da scienziato naturale (che Rorty chiama «epistemologico») quando sappiamo/vogliamo trattare gli eventi in modo sistematico e quando siamo indotti a confidare nella verità del nostro vocabolario. 
Assumiamo invece un atteggiamento da scienziato sociale (che Rorty chiama «ermeneutico») quando troviamo anomalo quello che succede, quando non riusciamo a descriverlo adeguatamente con i vocabolari di cui disponiamo. La distinzione importante, pertanto, non è quella tra le procedure di indagine delle cause fisiche e le procedure di indagine degli uomini, bensì quella, mai definitiva, tra il campo di analisi nei confronti del quale siamo certi di avere a disposizione un vocabolario stabile, e il campo nei confronti del quale siamo invece relativamente incerti sul vocabolario a disposizione. 
Questa distinzione tra vocabolari consolidati, «normalizzati», e vocabolari incerti, preparadigmatici e rivoluzionari, per applicare i termini di Thomas Kuhn alla distinzione di Rorty, al momento coincide grosso modo con la distinzione tra il campo delle scienze sociali ed il campo delle scienze naturali. Ma si tratta di una coincidenza storica, chiarisce Rorty. (...) La demarcazione tra scienze sociali e scienze naturali è dunque fittizia nella misura in cui pretende di assegnare a ciascun ambito cognitivo un metodo specifico ed una specifica relazione con la realtà, ed è un’asserzione storicamente contingente nella misura in cui si riconosce che la differenza di fatto sussiste".